# Albia (Iowa)
Albia város az USA Iowa államában, Monroe megyében, mekynek megyeszékhelye. Lakosainak száma 3721 fő (2020. április 1.).

## Népesség
A település népességének változása:

| 2010 | 3 766 |
| 2020 | 3 721 |